# Annie Sinigalia
Annie Sinigalia est une actrice française née le 26 juin 1944 à Montfort-l'Amaury (Seine-et-Oise). Elle a également prêté sa voix à de nombreuses comédiennes, dont Cybill Shepherd et Meryl Streep.

## Biographie
Annie Sinigalia a suivi les cours au conservatoire national supérieur d'art dramatique (promotion 1964).
Elle a essentiellement mené sa carrière au théâtre et en participant à des feuilletons télévisés Corsaires et Flibustiers, Les Habits noirs.
Elle a beaucoup tourné avec la réalisatrice Nina Companeez .
Elle s'est spécialisée dans le doublage.

## Théâtre
- 1961 : Noix de coco de Marcel Achard, mise en scène Jean Meyer, théâtre des Célestins
- 1962 : Le Temps des cerises de Jean-Louis Roncoroni, mise en scène Yves Robert, théâtre de l'Œuvre
- 1962 : Le Guilledou de Michael Clayton Hutton, mise en scène Robert Manuel, théâtre Michel
- 1963 : La Tempête de William Shakespeare, mise en scène Jacques Mauclair, théâtre de l'Alliance française
- 1964 : Croque-monsieur de Marcel Mithois, mise en scène Jean-Pierre Grenier, théâtre Saint-Georges
- 1966-1967 : L'Obsédé de John Fowles, adaptation France Roche, mise en scène Robert Hossein, théâtre des Variétés puis théâtre des Célestins et  tournée
- 1967 : Xavier de Jacques Deval, mise en scène Jacques-Henri Duval, théâtre Édouard VII
- 1969 : Le Menteur de Carlo Goldoni, mise en scène Marcelle Tassencourt, théâtre de la Renaissance
- 1970 : La Locandiera de Carlo Goldoni, mise en scène Jacques Ardouin, théâtre Hébertot
- 1971 : Monsieur Pompadour de Françoise Dorin, mise en scène Jacques Charon, théâtre Mogador
- 1973 : Six personnages en quête d'auteur de Luigi Pirandello, mise en scène Julien Bertheau, Centre d'action culturelle de Chelles
- 1975 : Monsieur Klebs et Rosalie de René de Obaldia, mise en scène Jacques Rosny, théâtre de l'Œuvre
- 1977 : Elles... Steffy, Pomme, Jane et Vivi de Pam Gems (en), mise en scène Michel Fagadau, théâtre de la Gaîté-Montparnasse
- 1978 : Crime à la clef d'Alain Bernier et Roger Maridat, mise en scène Jean-Paul Cisife, théâtre Tristan-Bernard
- 1980 - 1982 : Les Caprices de Marianne d'Alfred de Musset, mise en scène Jean-Pierre Barlier avec Yves Marchand et Jean-Claude Aubé, Festival de la mer (Sète) et Espace Duchamp-Villon
- 1983 : Top Girls de Caryl Churchill, mise en scène Isabelle Famchon, théâtre La Bruyère
- 1986 : Faisons un rêve de Sacha Guitry, mise en scène Jacques Rosny, théâtre Saint-Georges
- 1989 : Tempo de Richard Harris, mise en scène Philippe Ogouz, théâtre Fontaine
- 1989 : Le Foyer d'Octave Mirbeau, mise en scène Régis Santon, théâtre de la Plaine
- 2000 : La Maison Tellier, Théâtre Mouffetard
- 2002 : Poste restante de Noël Coward, mise en scène Daniel Roussel, théâtre du Palais-Royal
- 2013 : Sarabande d'Ingmar Bergman, mise en scène Jean-Claude Amyl, Le Lucernaire

## Filmographie

### Cinéma
- 1960 : La Famille Fenouillard d'Yves Robert : Cunégonde
- 1960 : La Française et l'Amour (segment L'Adolescente) de Jean Delannoy : Bichette
- 1960 : Il suffit d'aimer de Robert Darène : Toinette
- 1968 : Agonizando en el crimen de Enrique López Eguiluz

### Télévision
- 1962 : Noix de coco de Marcel Achard, réalisation Pierre Badel
- 1962 : La plage de Saint-Clair d'Alain Boudet
- 1963 : Les choses voient de André Pergament
- 1964 : Le Miroir à trois faces : Werther (de Wolfgang Goethe), émission télévisée d'Aimée Mortimer : Charlotte'
- 1965 : Médard et Barnabé de Raymond Bailly
- 1965 :  Droit d'asile de René Lucot : Ginevra di Ruzzola
- 1966 : Corsaires et Flibustiers de Claude Barma : Sylvie
- 1967 : Les Habits noirs de René Lucot
- 1970 : Un crime de bon ton de Henri Spade
- 1970 : La Brigade des maléfices, épisode La Septième Chaine de Claude Guillemot
- 1970 : Pierre de Ronsard, gentilhomme vendômois, téléfilm de Georges Lacombe : Marie'
- 1971 : Les Enquêtes du commissaire Maigret de René Lucot, épisode : Maigret en vacances : Sœur Sainte Marie-des-Anges
- 1972 : Les Dernières Volontés de Richard Lagrange de Roger Burckhardt : Monique
- 1973 : Monsieur Pompadour d'André Leroux
- 1975 : Mozart de Franck Andron
- 1977 : M.Klebs et Rosalie de Jacques Duhen
- 1978 : Les Folies d'Offenbach, épisode Les Bouffes Parisiens de Michel Boisrond
- 1978 : Un ours pas comme les autres de Nina Companéez : Dorothée
- 1979 : Le vérificateur de Pierre Goutas 4 épisodes
- 1979 : Les Dames de la côte  de Nina Companéez : Marianne Hérart
- 1983 : Tenue de soirée de rigueur  de Patrick Jamain
- 1989 : La Grande Cabriole (mini-série) de Nina Companeez 4 épisodes
- 1993 : A Year in Provence (mini-série) de David Tucker 5 épisodes
- 1995 : L'Allée du Roi : Ninon de Lenclos
- 1996 : Berjac : coup de maître de Jean-Michel Ribes
- 1998 : Quand un ange passe de Bertrand Van Effenterre
- 1998 : La poursuite du vent (mini-série) de Nina Companeez
- 2000 : Louis la brocante (épisode : Louis et le double jeu)
- 2001 : Maigret, épisode Mon ami Maigret de Bruno Gantillon
- 2004 : Les Passeurs de Didier Grousset
- 2005 : Marc Eliot (épisode : Ton père et ta mère tu honoreras)

### Au théâtre ce soir
- 1967 : De passage à Paris de Michel André, mise en scène Jacques-Henri Duval, réalisation Pierre Sabbagh, théâtre Marigny
- 1971 : Zoé de Jean Marsan, mise en scène de l'auteur, réalisation Pierre Sabbagh, théâtre Marigny
- 1972 : Je viendrai comme un voleur de Georges de Tervagne, mise en scène Jacques-Henri Duval, réalisation Pierre Sabbagh, théâtre Marigny
- 1973 : La Locandiera de Carlo Goldoni, mise en scène Jacques Ardouin, réalisation Georges Folgoas, théâtre Marigny
- 1973 : Une fois par semaine de Muriel Resnik, mise en scène Jean-Pierre Delage, réalisation Georges Folgoas, théâtre Marigny
- 1976 : Xavier ou l'héritier des Lancestre de Jacques Deval, mise en scène Robert Manuel, réalisation Pierre Sabbagh, théâtre Édouard VII
- 1977 : Les Choutes de Pierre Barillet et Jean-Pierre Grédy, mise en scène Michel Roux, réalisation Pierre Sabbagh, théâtre Marigny
- 1978 : La Paix du dimanche de John Osborne, mise en scène Max Fournel, réalisation Pierre Sabbagh, théâtre Marigny
- 1979 : Crime à la clef d'Alain Bernier et Roger Maridat, mise en scène Jean-Paul Cisife, réalisation Pierre Sabbagh, théâtre Marigny
- 1979 : La Route des Indes de Jacques Deval, mise en scène Robert Manuel, réalisation Pierre Sabbagh, théâtre Marigny

## Doublage
Sources : Doublage Séries Database, Planète Jeunesse

### Cinéma

#### Films
- Meryl Streep dans :
  - Manhattan (1979) : Jill
  - Kramer contre Kramer (1979) : Joanna Kramer
  - La Maîtresse du lieutenant français (1981) : Anna / Sarah
  - La Mort aux enchères (1982) : Brooke Reynolds
  - Simples Secrets (1996) : Lee
  - La Musique de mon cœur (1999) : Roberta Guaspari

- Valerie Perrine dans :
  - Superman (1978) : Eve Teschmaker (1er doublage)
  - Superman 2 (1980) : Eve Teschmaker
  - Police frontière (1982) : Marcy

- Glenn Close dans :
  - Le Monde selon Garp (1982) : Jenny Fields
  - The Wife (2017) : Joan Castleman
  - Back in Action (2025) : Ginny

- Cybill Shepherd dans :
  - Le Ciel s'est trompé (1989) : Corine Jeffries
  - Alice (1990) : Nancy Brill
  - Broadway Therapy (2015) : Nettie Patterson

- Judi Dench dans :
  - Les Chroniques de Riddick (2004) : Aereron
  - Confident royal (2017) : la reine Victoria
  - Artemis Fowl (2020) : le commandant Root

- Karen Allen dans :
  - Les Aventuriers de l'arche perdue (1981) : Marion Ravenwood
  - Fantômes en fête (1988) : Claire Phillips

- Jessica Lange dans :
  - Les Moissons de la colère (1984) : Jewell Ivy
  - Marlowe (2022) : Dorothy Quincannon

- 1972 : Les Nouveaux Exploits de Shaft : Rita (Katie Imrie)
- 1973 : Soleil vert : Martha Phillipson (Paula Kelly)
- 1974 : Le Nouvel Amour de Coccinelle (Herbie Rides Again) de Robert Stevenson : Nicole Harris (Stefanie Powers)
- 1974 : Le Crime de l'Orient-Express : la comtesse Helena Andrenyi (Jacqueline Bisset)
- 1975 : Shampoo : Jill Haynes (Goldie Hawn)
- 1975 : La Route de la violence : Jerri Kane Hummer (Kay Lenz)
- 1975 : Mandingo : Blanche Maxwell (Susan George)
- 1976 : Les Mercenaires : Clare Chambers (Maud Adams)
- 1976 : Un cadavre au dessert : Tess Skeffington (Eileen Brennan)
- 1977 : La Fièvre du samedi soir : Annette (Donna Pescow) (1er doublage)
- 1979 : Star Trek, le film : le lieutenant Ilia (Persis Khambatta) (1er doublage)
- 1979 : Meteor : Jane Watkins (Katherine de Hetre)
- 1979 : 1941 : Donna Stratton (Nancy Allen)
- 1979 : Bienvenue, mister Chance : Johanna Franklin (Denise DuBarry)
- 1980 : La Cité des femmes : Elena Snàporaz (Anna Prucnal)
- 1980 : Fame : Hilary van Doren (Antonia Franceschi)
- 1980 : Sursis pour l'orchestre : Alma Rosé (Jane Alexander)
- 1981 : Le Solitaire : Jessie (Tuesday Weld)
- 1981 : Lola, une femme allemande : Lola (Barbara Sukowa)
- 1981 : Lili Marleen : Willie (Hanna Schygulla)
- 1981 : Les Faucons de la nuit : Irene (Lindsay Wagner)
- 1982 : La Féline : Alice Perrin (Annette O'Toole)
- 1985 : Pale Rider, le cavalier solitaire : Sarah Wheeler (Carrie Snodgress)
- 1986 : Hannah et ses sœurs : Holly (Dianne Wiest)
- 1992 : Un faire-part à part : Terry Scanlan Pinter (Pamela Reed)
- 1997 : Cube : docteur Helen Holloway (Nicky Guadagni)
- 2003 : Amour interdit : Aggie Bullard (Brenda Blethyn)
- 2004 : Cinq enfants et moi : Martha (Zoë Wanamaker)
- 2005 : V pour Vendetta : Delia Surridge (Sinéad Cusack)
- 2006 : Ricky Bobby : Roi du circuit : Lucy Bobby (Jane Lynch)
- 2009 : Meilleures Ennemies : Marion St. Clare (Candice Bergen)
- 2010 : Une éducation : Marjorie Mellor (Cara Seymour)
- 2010 : L'Élite de Brooklyn : l'agent Smith (Ellen Barkin)
- 2017 : Mes vies de chien : Hannah (adulte) (Peggy Lipton)
- 2017 : Jersey Affair : Theresa Kelly (Olwen Fouéré)
- 2019 : Star Wars, épisode IX : L'Ascension de Skywalker : voix additionnelles
- 2020 : Enola Holmes : la douairière (Frances de la Tour)
- 2022 : Trois mille ans à t'attendre : Clémentine (Melissa Jaffer)
- 2023 : L'Exorciste : Dévotion : Chris MacNeil (Ellen Burstyn)
- 2023 : Hunger Games : La Ballade du serpent et de l'oiseau chanteur : Grandma'am (Fionnula Flanagan)
- 2024 : La Malédiction : L'Origine : Silvia (Sônia Braga)
- 2024 : The Apprentice : Mary Anne Trump (Catherine McNally)
- 2024 : Juré n° 2 : Thelma Stewart (Amy Aquino)
- 2024 : Marie : Anne la prophétesse (Susan Brown)
- 2025 : The Gorge : Bartholomew (Sigourney Weaver)

#### Films d'animation
- 2018 : Le Grinch : Mme le maire McGerkle

### Télévision

#### Téléfilms
- Cybill Shepherd dans : 
  - À la recherche de mon fils (1993) : Julie
  - Bébé Connection (1994) : Debbie Freeman
  - Les Notes du bonheur (1997) : Janice Johnston
  - Le Choix de l'amour (2002) : Nell Dugan
  - Détective (2005) : Karen
  - Une seconde vie (2009) : Alice Washington

- Ellen Burstyn dans : 
  - Les Enfants du péché (2014) : Olivia Foxworth
  - Les Enfants du péché : Nouveau Départ (2014) : Olivia Foxworth

- 1981 : La Chartreuse de Parme : la princesse Pallavicino (Teresa Ann Savoy)
- 1983 : Le Souffle de la guerre : Nathalie Jastrow (Ali MacGraw)
- 1986 : La Griffe du destin : ZZ Bryant (Lauren Hutton)
- 1986 : Le Soleil en plein cœur : Kate Hannon (Linda Evans)
- 2019 : Père Noël incognito : Lauren Larkin (Jaclyn Smith)
- 2019 : L'Art de tomber amoureux : Iris (Kelly Bishop)

#### Séries télévisées
- Cybill Shepherd dans :
  - Clair de lune (1985-1989) : Maddie Hayes (66 épisodes)
  - Cybill (1995-1998) : Cybill Sheridan (87 épisodes)
  - Touche pas à mes filles (2003) : Maggie (saison 1, épisodes 27 et 28)
  - C'est moi qu'elle aime (en) (2004) : Suzanne (épisodes 16 et 17)
  - The L Word (2007-2009) : Phyllis Kroll (19 épisodes)
  - Samantha qui ? (2008) : Paula Drake (saison 2, épisode 1)
  - Psych : Enquêteur malgré lui (2008-2013) : Madeleine Spencer (5 épisodes)
  - Esprits criminels (2009) : Leona Gless (saison 4, épisode 14)
  - Les Mystères d'Eastwick (2009-2010) : Eleanor Rougement (5 épisodes)
  - Drop Dead Diva (2010) : Ellie Tannen (saison 2, épisode 8)
  - Super Hero Family (2010) : Barbara Crane (épisode 6)
  - The Client List (2012-2013) : Linette Montgomery (25 épisodes)

- Jill Clayburgh dans :
  - The Practice : Donnell et Associés (2004) : Victoria Stewart (saison 8)
  - Nip/Tuck (2004) : Bobbi Broderick (saison 2, épisodes 6 et 7)
  - Dirty Sexy Money (2007-2009) : Letitia Darling (23 épisodes)

- Margaret Colin dans : 
  - Gossip Girl (2007-2012) : Eleanor Waldorf (34 épisodes)
  - Veep (2017-2019) : Jane McCabe (9 épisodes)
  - Gossip Girl (2021) : Eleanor Waldorf-Rose (saison 1, épisode 10)

- Sissy Spacek dans :
  - Vers les étoiles : Irene York (8 épisodes)
  - Dying for Sex (2025) : Gail (mini-série)

- 1978 : Holocauste : Inga Helms-Weiss (Meryl Streep) (mini-série)
- 1981 : Masada : Myriam (Giulia Pagano) (mini-série)
- 1981-1989 : Dynastie : Krystle Jennings Carrington (Linda Evans) (voix principale)
- 1982-1983 : Fame : Lydia Grant (Debbie Allen) (1re voix, saison 1)
- 1983 : Le Souffle de la guerre : Natalie Jastrow (Ali McGraw) (mini-série)
- 1987 : Falcon Crest : Nicole Sauguet (Leslie Caron) (saison 7)
- 1992-1996 : Un drôle de shérif : Leslie Brock (Cristine Rose) (5 épisodes)
- 1993-1997 : Melrose Place : Marion Shaw (Janet Carroll (en)) (7 épisodes)
- 1994-1995 / 1999 : New York Police Blues : Donna Abandando (Gail O'Grady) (2e voix, saisons 2 et 3 puis invitée, saison 6)
- 1997-1998 : Friends : Phoebe Abbott Sr. (Teri Garr) (3 épisodes)
- 2007-2011 : Big Love : Nancy Davis Dutton (Ellen Burstyn) (6 épisodes)
- 2008 : Raison et Sentiments : Lady Middleton (Rosanna Lavelle (en)) (mini-série)
- 2009 : Crash : Susie (Peggy Lipton) (saison 2)
- 2010 : Material Girl (en) : Davina Bailey (Dervla Kirwan) (6 épisodes)
- 2016-2019 : The OA : Nancy Johnson (Alice Krige) (9 épisodes)
- 2019 : Northern Rescue (en) : Agatha Lee (Jill Frappier) (3 épisodes)
- 2019 : Fleabag : la psychologue de Fleabag (Fiona Shaw) (saison 2, épisode 2)
- 2020 : Katy Keene : Miss Freesia (Bernadette Peters)
- 2020-2023 : Breeders : Leah (Stella Gonet (en)) (20 épisodes)
- 2021 : NCIS : Enquêtes spéciales : Marcie Warren (Pam Dawber) (7 épisodes)
- 2021 : Falcon et le Soldat de l'hiver : Dr Christina Raynor (Amy Aquino) (mini-série)
- 2022 : Miss Marvel : Sana (Samina Ahmed (en)) (mini-série)
- 2022 : The Man Who Fell to Earth : Drew Finch (Kate Mulgrew) (7 épisodes)
- 2023 : Les Fleurs sauvages : June Hart (Sigourney Weaver) (mini-série)
- 2024 : Les Expatriées : Brinder (Sudha Bhuchar (en)) (mini-série)
- 2024 : Bodkin (en) : Mère Bernadette (Fionnula Flanagan)
- 2024 : Dune: Prophecy : Sœur Avila (Barbara Marten)
- 2025 : La Résidence : Nan Cox (Jane Curtin) (mini-série)

#### Séries d'animation
- 1977 : Charlotte : Simone (la mère)
- 1979-1980 : Sport Billy : divers rôles
- 1981-1982 : Ulysse 31 : Calypso

## Distinctions
- Molières 2003 : Molière de la comédienne dans un second rôle pour Poste restante